# Il Piacere (romanzo)
Il Piacere è un romanzo di Gabriele D'Annunzio, pubblicato nel 1889. A partire dal 1895 recherà il sopratitolo I romanzi della Rosa, formando un ciclo narrativo con L'innocente e Il trionfo della morte, trilogia dannunziana di fine Ottocento.
Così come un secolo prima il libro Ultime lettere di Jacopo Ortis di Ugo Foscolo aveva diffuso in Italia la corrente e la sensibilità romantica, Il Piacere e il suo protagonista Andrea Sperelli introducono nella cultura italiana di fine Ottocento la tendenza decadente e l'estetismo.
Come affermò Benedetto Croce, con D'Annunzio «risuonò nella letteratura italiana una nota, fino ad allora estranea, sensualistica, ferina, decadente», in contrapposizione al naturalismo e al positivismo che in quegli anni sembravano aver ormai conquistato la letteratura italiana (basti pensare che nello stesso anno viene pubblicato un capolavoro del Verismo come il Mastro-don Gesualdo di Giovanni Verga). D'Annunzio inaugura un nuovo tipo di prosa psicologica e introspettiva, destinata ad avere un grande successo e che gli consentirà di indagare gli errori e le contrarietà della vita dell'«ultimo discendente d'una razza intellettuale».

## Sintesi

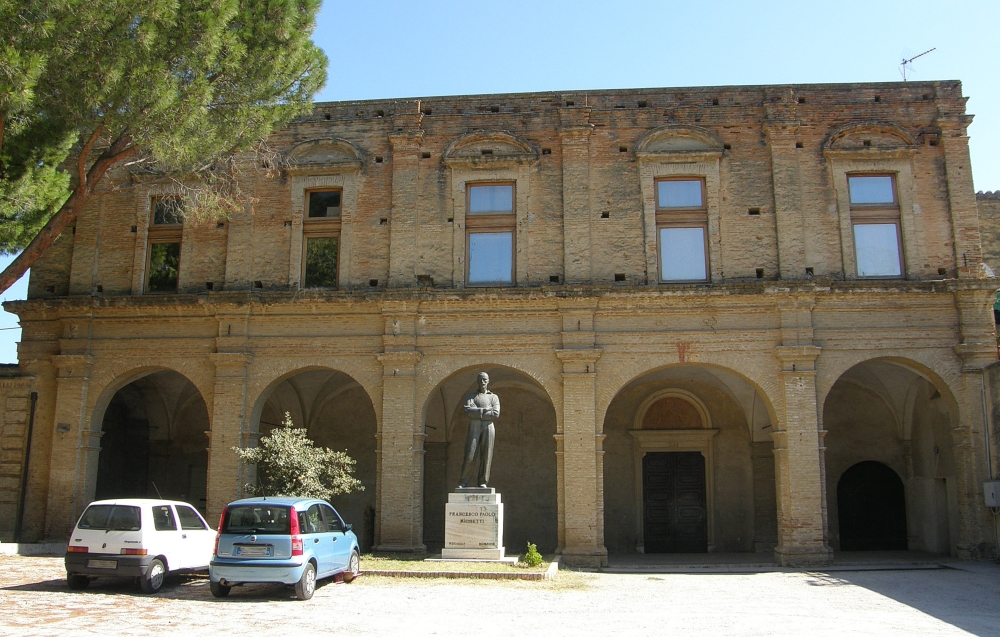
Il Convento Michetti a Francavilla al Mare

Andrea Sperelli è un nobile romano (nato però in Abruzzo) che risiede a Palazzo Zuccari a Roma. Il suo amore per Elena Muti, anch'essa nobile, conosciuta ad una festa mondana, è ormai finito, così Andrea, dopo la definitiva separazione da lei, si lascia andare ad incontri amorosi. Ferito durante un duello, viene ospitato dalla cugina nella villa di Schifanoja a Rovigliano (Torre Annunziata), dove conosce la ricca Maria Ferres, moglie del ministro plenipotenziario del Guatemala, di cui subito s'innamora, da lei ricambiato. Andrea, appena guarito, torna a Roma e si rituffa nella sua solita vita mondana. Anche Donna Elena è tornata a Roma dopo due anni, durante i quali aveva sposato in seconde nozze Lord Heathfield. Andrea è combattuto tra due amori: Elena Muti e Maria Ferres, anche lei trasferitasi a Roma con il marito e la figlia Delfina. Presto Andrea viene a sapere di un tracollo finanziario  del marito di Maria che, avendo barato ad una partita a carte, è costretto a trasferirsi altrove con tutta la famiglia. Prima di partire, Donna Maria vuole concedersi per l'ultima notte ad Andrea, ma lui, essendo troppo innamorato di Elena, rovina tutto. Ad Andrea non resta che la solitudine e la consapevolezza di stare osservando un'epoca storica che cambia: ossia il passaggio del potere della nobiltà di Roma alla democrazia popolare.

## Trama

### Libro I

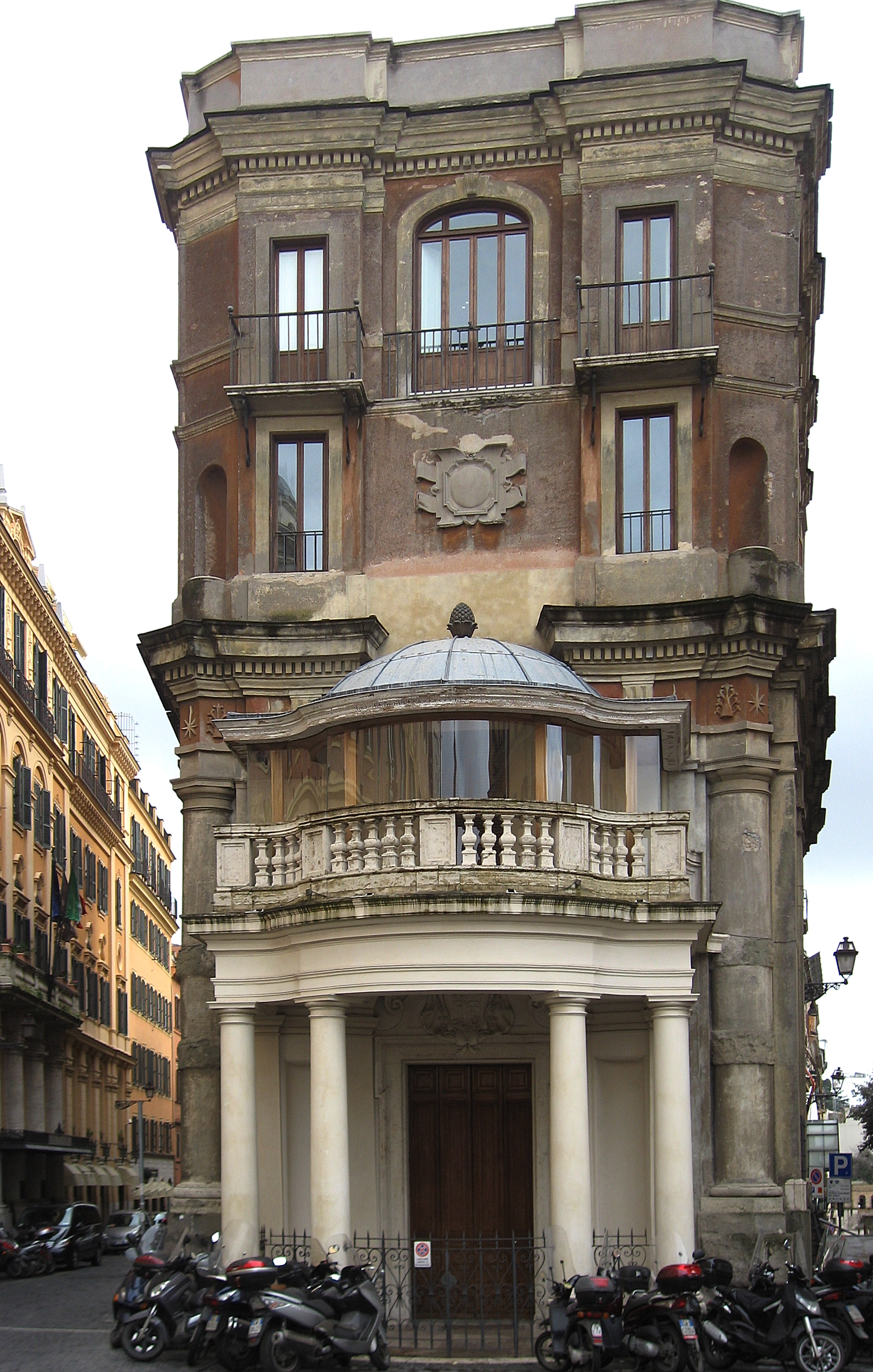
Palazzo Zuccari, residenza romana di Andrea Sperelli

È il 31 dicembre 1886. Andrea Sperelli, giovane aristocratico di origini abruzzesi, aspetta con ansia l'ex amante Elena Muti, rappresentata come una femme fatale, nella sua casa romana a Palazzo Zuccari. Durante l'attesa torna con la memoria alla relazione che i due hanno intrattenuto e alla scena del loro addio, avvenuto quasi due anni prima, nel marzo 1885, su una carrozza in via Nomentana. Quando Elena arriva, nell'incontro fra i due si alternano ricordo, ardore e di nuovo allontanamento e dolore. Viene quindi ripercorsa la storia della casata degli Sperelli, gli insegnamenti dati ad Andrea dal padre, l'arrivo del giovane a Roma. La rievocazione prosegue con il primo incontro tra Sperelli ed Elena, a una cena a casa della marchesa di Ateleta, cugina del protagonista. Subito egli inizia un serrato corteggiamento. Il giorno seguente, i due si incontrano una seconda volta a un'asta di oggetti antichi in via Sistina; quindi, venuto a sapere che Elena è malata, Andrea chiede e ottiene di essere ricevuto da lei, in un'atmosfera erotico-mistica. Comincia così la narrazione dell'idillio che nei mesi successivi unisce i due sullo sfondo della Roma elegante, e dei loro incontri tra gli oggetti d'arte di Palazzo Zuccari, dove il corpo di Elena alimenta le fantasie del giovane esteta. Una sera, tornando a cavallo dall'Aventino, Elena però annuncia la sua imminente partenza, e il loro inevitabile distacco. Dopo l'abbandono, Andrea si immerge in un gioco di continue seduzioni, conquistando una dopo l'altra sette nobildonne; si incapriccia infine di Ippolita Albònico. In una giornata di corse di cavalli, Andrea la corteggia assiduamente suscitando la gelosia dell'amante di lei, Giannetto Rutolo, da cui viene provocato a duello. Nonostante la sua maggiore abilità nella scherma, Andrea subisce una grave ferita.

### Libro II
Ospitato dalla cugina Francesca di Ateleta nella villa di Schifanoja, sul mare di Rovigliano, Andrea esce da una lunga agonia e inizia la convalescenza, in un'unione mistica con la natura e l'arte. Il 15 settembre 1886 arriva, ospite a Schifanoja, Maria Ferres con il marito, ministro plenipotenziario del Guatemala (che riparte subito), e la figlia Delfina. Andrea accompagna la cugina ad accogliere la donna alla stazione e se ne innamora prima ancora di vederla, in quanto la sua voce gli ricorda quella di Elena. Dieci giorni dopo, il 25 settembre, Andrea è sedotto dalla donna «spirituale ed eletta»; la loro amicizia diventa sempre più intensa, finché il giovane dichiara il suo amore a Maria, che però non risponde, facendosi schermo della presenza della figlia. Maria Ferres tiene un diario di quei giorni, dove sono annotati i suoi sentimenti, le sue riflessioni, i turbamenti d'amore per Andrea, da cui non vuole lasciarsi vincere. Dal 26 settembre in poi, attraverso il diario, vengono narrate le successive fasi del corteggiamento, sempre più serrato, finché il 4 ottobre, durante una cavalcata nella pineta di Vicomile, la donna cede. Tornato il marito, avviene la separazione tra i due innamorati. L'amore tra Sperelli e Maria Ferres caratterizza l'intero secondo libro, immettendo il tema della ricerca della purezza in un'ambientazione autunnale, simbolo di decadenza e invecchiamento (ripresa poi nel "Poema Paradisiaco"): questa ricerca, però, è ambigua e artificiosa, in quanto voluta da Andrea stesso.

### Libro III

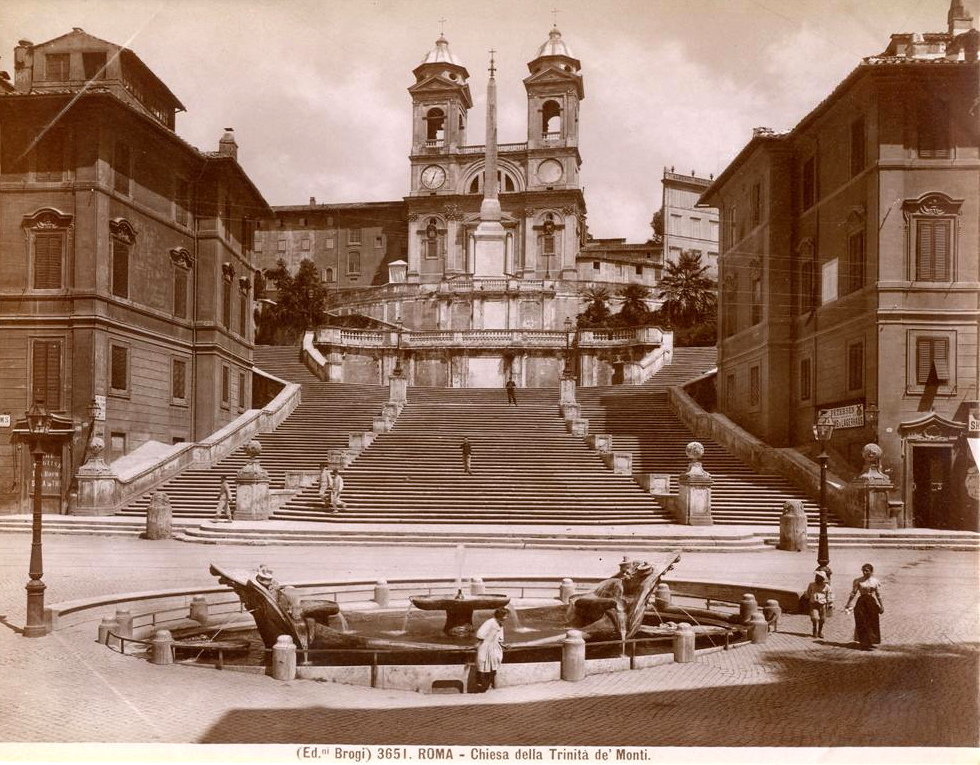
Piazza di Spagna e la Trinità dei Monti alla fine del XIX secolo

Rientrato a Roma, Andrea si rituffa nella vita precedente la convalescenza, tra donne del demi-monde e amici indifferenti e superficiali. Irrequieto e pieno di amarezza, egli reincontra Elena Muti. L'attrazione per l'antica amante, nella sua nuova veste di provocatrice, e la fascinazione per Maria, nella sua ingenua purezza e fragilità, si intrecciano nel suo spirito. Tenta così di incontrare Elena nella casa di cui lei ha ripreso possesso, a Palazzo Barberini, ma la presenza del marito lo fa fuggire. Poco dopo, a casa di lei, Andrea assedia Maria Ferres, e la sera dopo i due si incontrano nuovamente a un concerto alla sala dei Filarmonici, dove arriva anche Elena. Questa, una volta partita Maria, invita Andrea ad accompagnarla in carrozza e nel tragitto incrociano una folla di manifestanti che protestano per i fatti di Dogali; prima di lasciare l'ex amante, Elena lo bacia intensamente. Sperelli dunque riflette su se stesso e si giudica «camaleontico, chimerico, incoerente, inconsistente». Ma ormai è deciso a dare caccia senza tregua a Maria, che lo ama. La donna, dal canto suo, cede sempre più all'amore: a Villa Medici, durante una delle passeggiate con cui il giovane le mostra le bellezze della città, Andrea e Maria si baciano.

### Libro IV
Respinto con durezza da Elena, Sperelli viene a sapere dagli amici della rovina del marito di Maria, sorpreso a barare al gioco. La donna si mostra forte di fronte al dolore di dover partire e separarsi dall'amato, decidendo di rimanergli totalmente fedele. Andrea, al contrario, riesce a nascondere con sempre maggior difficoltà il suo "doppio gioco". Dopo aver visto Elena uscire di casa per andare dal nuovo amante, Andrea torna nel rifugio di Palazzo Zuccari, dove, durante l'ultima notte d'amore con Maria, pronuncia inconsciamente il nome di Elena. Maria, con orrore, lo lascia. Il 20 giugno all'asta dei mobili appartenuti ai Ferres, Sperelli vive con ribrezzo e nausea il senso del «dissolvimento del suo cuore». Fugge alla vista di Elena e degli amici, e verso sera rientra nelle stanze dove Maria aveva vissuto, ora vuote e percorse dai facchini; la vicenda si conclude, per Andrea, amaramente, dietro agli scaricatori che trasportano l'armadio da lui comprato all'asta, salendo le scale «di gradino in gradino, fin dentro la casa».

## Struttura
La struttura del Piacere risente della lezione di naturalismo e verismo, oltre che del simbolismo. Tuttavia, allo stesso tempo, se ne distacca, introducendo elementi di novità, e andando nella direzione della letteratura decadente antinaturalista.
Il lessico utilizzato è conforme al comportamento e all'educazione da esteta di Andrea Sperelli: pregiato, quasi artefatto, aulico e molto elaborato, in particolar modo nella descrizione degli ambienti e nell'analisi degli stati d'animo. Si prendano ad esempio l'uso di troncamenti, o le forme arcaiche e letterarie, come nel caso di articoli e preposizioni articolate. Anche se l'eloquenza e la ricercatezza tendono ad appiattire il registro verbale, come succede per l'uso di metafore e comparazioni che talvolta complicano ed intensificano momenti carichi di tensione. La sintassi è prettamente paratattica, in grado di rafforzare la tendenza all'elencazione, alla comparazione, all'anafora, e la prosa è ricca, allusiva e musicale, tanto da assumere una funzione espressiva più che comunicativa. Inoltre, l'autore usa fare riferimenti a opere letterarie e artistiche per conferire un tono più elevato al romanzo, senza prescindere da vocaboli in inglese, greco, tedesco, francese e latino.
D'Annunzio affida la narrazione delle vicende a un narratore onnisciente in terza persona, alternando due punti di vista: quello critico del narratore e quello interno del protagonista.
Altro elemento di novità è l'attenzione per emozioni e sentimenti e la semplificazione della trama, che è giocata più sull'interiorità dei personaggi che su meri fatti, concentrandosi in particolare sulle sensazioni che vengono generate dai luoghi e dagli oggetti. Da qui deriva anche l'uso del flashback, che rompe lo schema lineare della narrazione, seguendo piuttosto le vicende interiori dei personaggi.

## Personaggi

### Andrea Sperelli
(G. D'Annunzio, Il Piacere, libro I, cap. II)

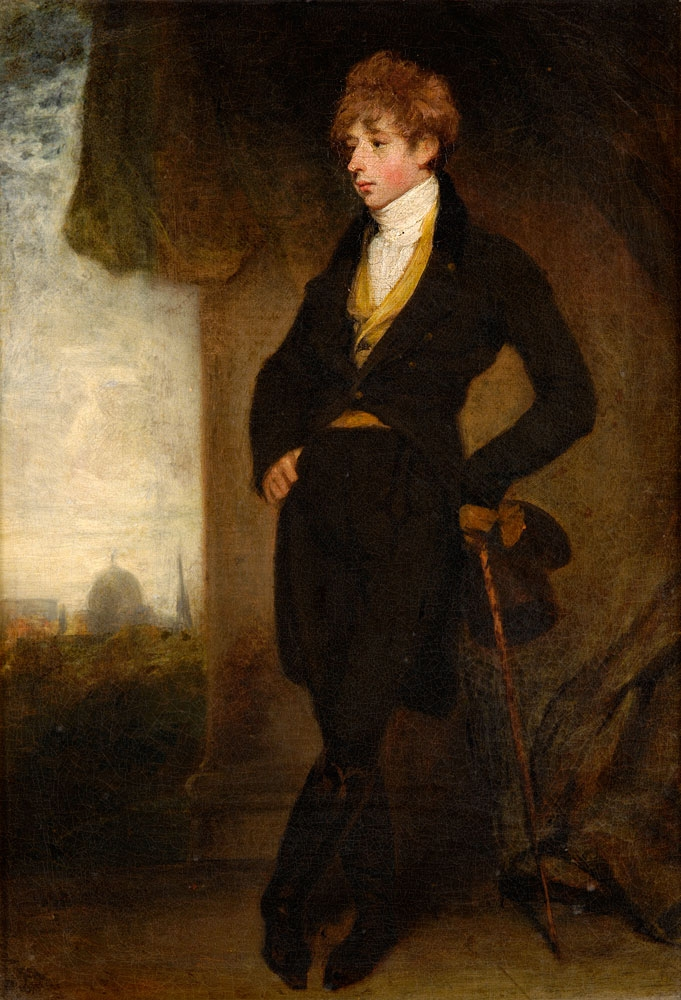
Un dandy a Roma, dipinto di un anonimo inglese dell'inizio del XIX secolo

Il protagonista del romanzo è un esteta - come il barone Des Esseintes di Joris-Karl Huysmans o il Lord Henry di Oscar Wilde - che, seguendo la tradizione di famiglia, ricerca il bello e disprezza il mondo borghese, conduce una vita eccezionale, «costruisce» la sua vita come un'opera d'arte e rifiuta le regole basilari del vivere morale e sociale. La sua sensibilità straordinaria implica, però, una certa corruzione, che fa parte dell'ideologia e della psicologia del dandy, e che in parte è dovuta allo stile di vita dell'alta società del tempo. Andrea Sperelli vive tutto ciò con intima sofferenza, a causa della degradazione di quella forza morale che, secondo gli insegnamenti del padre, è necessaria a uno spirito forte per dominare le proprie debolezze.
Questo suo atteggiamento ha, dunque, una ragione più profonda. Sperelli ha vissuto la separazione dei genitori, la madre ha anteposto l'amante al figlio e il padre lo ha spinto verso l'arte, l'estetica e gli amori e le avventure facili. È forse per questa infanzia che Andrea passa da una storia all'altra, senza nessun rimpianto o amarezza, che studia cinicamente e accuratamente ciò che dovrà dire ad una donna per sedurla ed ottenere da lei quello che lui vuole.
Andrea è, d'altronde, segnato nel suo intimo da una duplicità, che è il cuore stesso del romanzo: di fronte alla precarietà e instabilità del reale, anche il carattere del protagonista risulterà mutevole e cangiante. Egli è abituato a scindersi tra ciò che è e ciò che deve apparire, pensa che la vita sia artificio, e per questo motivo fonda la sua esistenza sulla doppiezza e sulla menzogna. Ma proprio questo atteggiamento sarà la causa della sua sconfitta intellettuale, morale e sentimentale. Abituato a considerare solo il valore simbolico e non quello fattuale delle cose, a «metaforizzare il reale», Andrea finisce per essere travolto dalla sovrapposizione di realtà e finzione, rappresentata dalla sovrapposizione delle due donne, Elena e Maria.
D’Annunzio, tuttavia, esprime attraverso il romanzo un’evidente critica dell’estetismo: far prevalere il senso estetico sulla morale, sulla giustizia e la virtù, determina la crisi del protagonista. 
Applicando a se stesso “L’analisi distruggitrice” (Libro III, Capitolo I), Andrea Sperelli indaga i moventi delle proprie azioni. Così come un artista usa ogni artificio possibile per dare forma alla propria opera, egli adopera ogni strumento possibile per raggiungere i propri scopi. Mosso, in un certo senso, da una sorta di altalena desiderante, egli desidera ciò che gli manca; ma quando gode di qualcosa, subito desidera altro: il piacere estetico si rivela qualcosa di immediato, momentaneo, caduco, il cui godimento risulta mortifero per il desiderio stesso. 
Il Conte si ritroverà, al termine del romanzo, solo, senza le donne amate.
Questo personaggio, che è tipico della letteratura decadente e simbolista, segue l'ideologia dannunziana, non solo per quello che concerne l'estetismo, ma soprattutto perché denuncia la crisi dei valori e degli ideali aristocratici di fronte alla meschinità del mondo borghese.

#### Il protagonista e il narratore
Una certa ambiguità è ravvisabile anche nell'atteggiamento che l'autore-narratore D'Annunzio ha nei confronti del suo personaggio. Se non è possibile dire, semplicisticamente, che Andrea Sperelli sia l'alter ego del poeta, è però senz'altro vero che l'autore si immedesima nel protagonista: Andrea è ciò che D'Annunzio è e che vorrebbe essere, impersona le sue esperienze effettive e quelle aspirate, è nobile e ricco, intellettuale e seduttore, timido come Cherubino e cinico come Don Giovanni, accede facilmente ai ritrovi mondani e ai salotti della nobiltà. In più, quasi a saldare questo legame, D'Annunzio pone se stesso tra gli artisti prediletti dal giovane dandy.
Da un lato, quindi, Andrea Sperelli è un ritratto del D'Annunzio-autore, ma dall'altro egli è oggetto di critiche da parte del narratore, che ne condanna il cinismo e la perversione. La sua debolezza morale e la grandiosità delle sue opere, unite insieme, conferiscono fascino al personaggio e rimarcano, ancora una volta, la duplicità e l'ambiguità insite in lui: cinico e sensibile, falso eppure sentimentale, egoista ma anche amorevole, Andrea Sperelli si erge per le sue doti di esteta e artista, e allo stesso tempo decade, si decompone, rivelandosi insieme un inetto e un superuomo ante tempus.
Andrea Sperelli in quanto esteta non condivide la cultura di massa che considera causa dell'imbarbarimento delle raffinate tradizioni artistico - culturali:" Sotto il grigio diluvio democratico odierno, che molte belle cose e rare sommerge miseramente, va anche a poco a poco scomparendo quella special classe di antica nobiltà italica, in cui era tenuta viva di generazione in generazione una certa tradizion familiare d’eletta cultura, d’eleganza e di arte." (Cap. II).

### Elena Muti e Maria Ferres

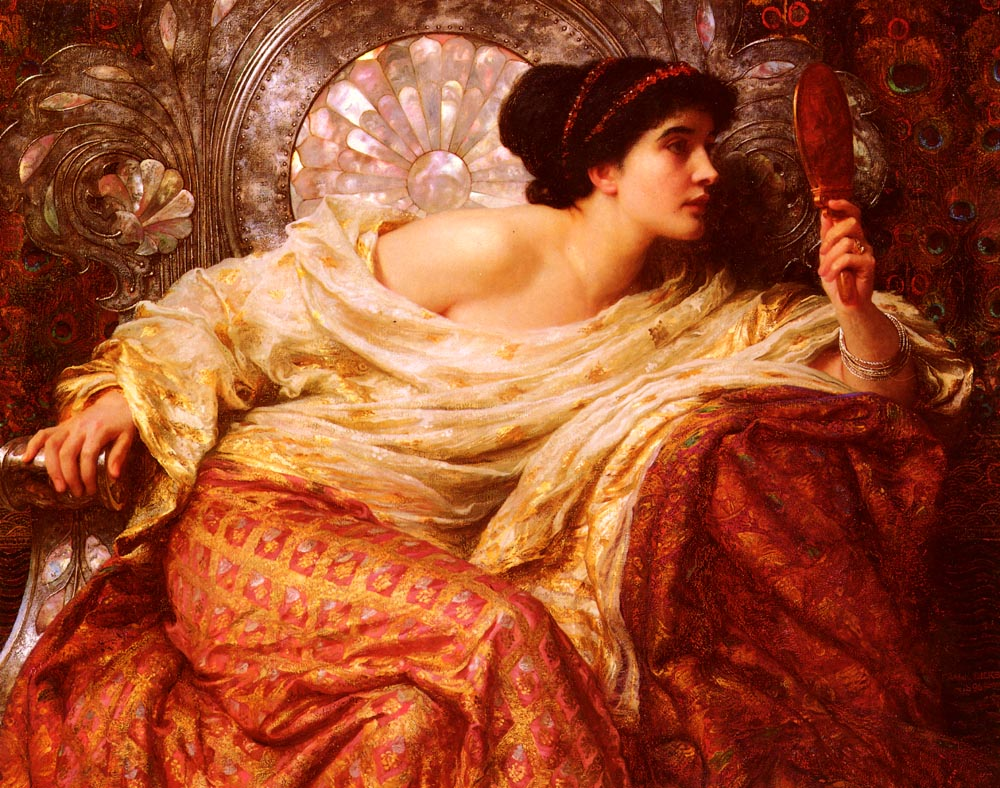
The mirror, del pittore preraffaelita Frank Bernard Dicksee (1896)

La duplicità già descritta si incontra anche nei personaggi femminili, che non a caso sono due. L'immaginario della donna nel Piacere si lega a quello del Decadentismo: oscilla tra la sensualità sottile, metamorfica e finemente viziosa, e l'immagine, descritta in maniera vellutata e prettamente preraffaelita, della donna delicata ed eterea, anche se entrambe estremizzate e molte volte mescolate.
Tale immaginario si sdoppia tra la seduzione sessuale e passionale di Elena Muti, esponente di una cultura mediocre, dell'eros, dell'istinto carnale, espressione di piacere e lascivia, che ricorre spesso ai versi di Goethe (poeta sensuale), e la sanità spirituale e quasi mistica di Maria Ferres, colta, intelligente e sensibile all'arte e alla musica, legata alla famiglia e in particolare alla figlia Delfina, molto religiosa, che nel corso del romanzo assume una natura quasi misteriosa, passionale, inafferrabile, ricorrendo ai versi di un poeta malinconico quale Shelley. La contrapposizione tra le due si fa emblematica anche nel nome: la prima ricorda colei che fece scoppiare la guerra di Troia, la seconda la madre di Cristo.
Tuttavia, anche le due donne sono sottoposte alla legge dello scambio che caratterizza il Piacere. Ciò diventa evidente nella mistione cerebrale che Andrea fa delle due: è un processo di identificazione, che conduce dapprima a una sovrapposizione sentimentale, e poi allo scambio dell'una con l'altra.

### Il contesto storico

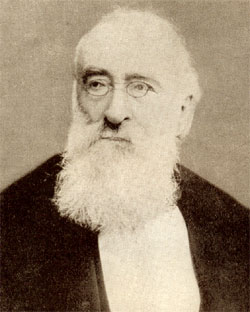
Agostino Depretis

Il Piacere è ambientato a Roma e dintorni, tra gli anni 1885 e 1887, nello stesso contesto storico in cui fu scritto. E proprio le vicende storiche e politiche dell'epoca, che fanno da sfondo al romanzo, sono importanti per poter comprendere lo stile di vita e la psicologia dei personaggi.
Caduta nel 1876 la Destra storica che aveva governato l'Italia dalla formazione del Regno nel 1861, il re chiama al governo Agostino Depretis, un ex mazziniano che forma un ministero con uomini della Sinistra parlamentare, tenendo il potere fino al 1887. A Depretis succede il siciliano Francesco Crispi, che governa, a fasi alterne, fino al 1896.

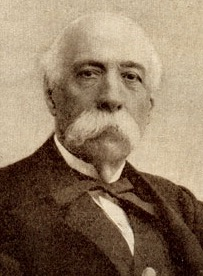
Francesco Crispi

La politica economica della Sinistra storica fu caratterizzata dal protezionismo nei confronti di industrie e grandi aziende agrarie nazionali, fino alla guerra doganale con la Francia. In politica estera, invece, fu centrale l'ingresso nel 1882 nella Triplice Alleanza, a carattere difensivo, con Austria e Germania. Viene inoltre inaugurata la politica coloniale, con l'occupazione dell'Eritrea e la sconfitta di Dogali del 1887, che portarono nel 1889 alla firma Trattato di Uccialli, e alla costituzione della prima colonia italiana in Africa. Crispi in particolare fu protagonista di importanti mutamenti, come la riforma del codice penale (Codice Zanardelli) e l'abolizione della pena di morte, ma anche di repressioni ai danni delle associazioni cattoliche e del movimento operaio.
Tutto ciò si colloca nella "grande depressione" economica che colpì l'Europa alla fine del secolo. Il periodo fu caratterizzato da alcuni mutamenti nella struttura socio-economica delle grandi nazioni occidentali: concentrazioni industriali e finanziarie (trust, monopoli) sostenute dallo Stato (protezionismo), conseguente crisi del liberalismo e nascita di nuove tendenze autoritarie. Queste tendenze si scontrano con le conquiste sociali precedentemente ottenute dalle classi lavoratrici e con la formazione di grandi partiti di massa (socialisti e socialdemocratici), che diventano la struttura portante della società industriale. In questa situazione, artisti e intellettuali scelgono spesso una collocazione divergente o di autoemarginazione dalle masse, dalla vita "ordinaria" promossa dal nuovo modello produttivo capitalistico, e dalla mercificazione dell'opera d'arte, assumendo atteggiamenti eccentrici ed elitari, o provocatori e demistificanti.

## Elementi biografici

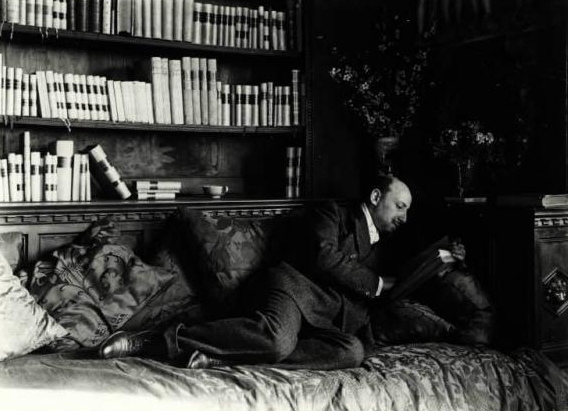
Gabriele D'Annunzio

D'Annunzio compose Il Piacere tra il luglio 1888 e il gennaio 1889, a Francavilla al Mare, dove era ospite del pittore Francesco Paolo Michetti. Il poeta era stato fino ad allora collaboratore fisso del giornale La Tribuna di Roma, da cui dipendeva sul piano economico dalla fine del 1884, dopo la fuga d'amore e il matrimonio riparatore con la duchessina Maria Hardouin di Gallese. Nel luglio 1888 D'Annunzio abbandona l'attività giornalistica per concentrarsi esclusivamente alla stesura del suo primo romanzo, vertice della prima fase della sua produzione letteraria, nel quale riverserà il frutto di anni di preparazione e studio, e in cui ritorneranno vari elementi biografici, prima fra tutti la sua travagliata vita sentimentale, divisa tra l'amore per la moglie legittima e madre di suo figlio, Maria Hardouin e la passione per l'amante di allora Barbara Leoni.
Uno dei risultati più impressionanti della sua apparizione nel mondo letterario fu la creazione di un vero e proprio "pubblico dannunziano", condizionato non tanto dai contenuti quanto dalla forma divistica che lo scrittore costruì attorno alla propria immagine. D'Annunzio creò attorno a sé un'aura di fascino, sia con la sua condotta scandalosa, sia con il suo culto della bellezza e il disprezzo per i valori borghesi. Il poeta conduceva una vita principesca, tra residenze di lusso e oggetti d'arte – uno stile di vita che però richiedeva fiumi di denaro, ricadendo quindi nelle dinamiche borghesi da lui tanto deprecate. Cosciente di questo paradosso, lo scrittore si rende conto della debolezza dell'estetismo: da ciò l'immagine fallimentare che ne viene data nel Piacere, la denuncia dell'incoerenza, la mancanza di autenticità e spontaneità di Andrea Sperelli.

## I modelli letterari di riferimento

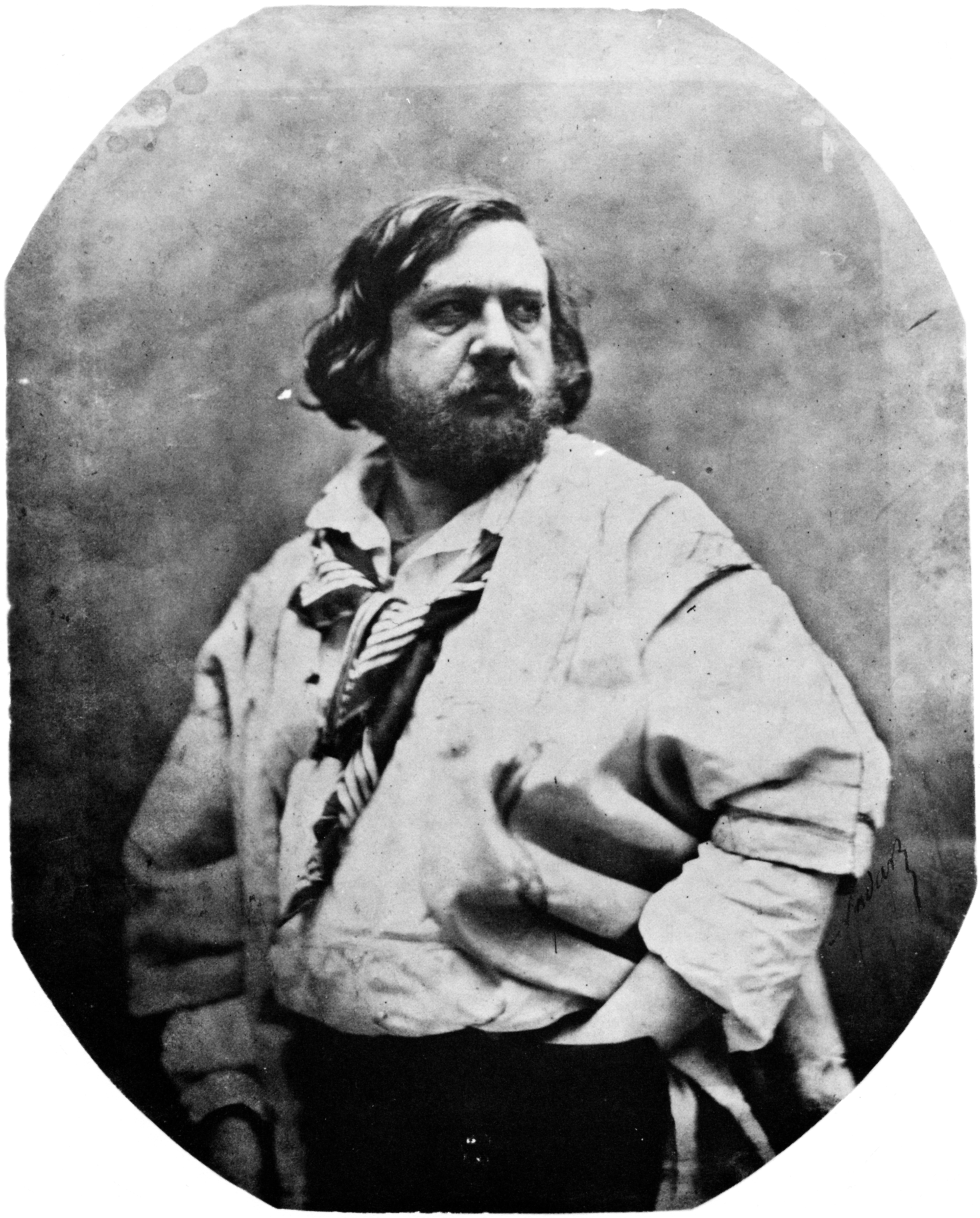
Théophile Gautier fotografato da Nadar

Ne Il Piacere è ravvisabile una fitta rete di rimandi a vari modelli letterari e artistici, legati sia all'ambiente romano in cui il poeta era inserito, sia alla lettura di autori a lui contemporanei, per lo più francesi.
Parigi fu, negli anni della Terza Repubblica e fino allo scoppio della prima guerra mondiale, la capitale culturale d'Europa, la città in cui vennero elaborati i modelli, gli atteggiamenti, i programmi dei principali movimenti culturali, il luogo di attrazione di tutti gli artisti e scrittori europei.
D'Annunzio utilizzò il suo impiego giornalistico alla "Tribuna" di Roma per esplorare e assimilare i nuovi modelli letterari francesi ed europei in generale, attraverso il continuo rapporto con altri intellettuali e scrittori. Alle sue influenze precedenti, che comprendevano Charles Baudelaire, Théophile Gautier, l'estetica preraffaellita elaborata dai critici del giornale Cronaca bizantina, e Goethe, si aggiunsero dunque quelle provenienti dalla nuova fonte di ispirazione francese, come Gustave Flaubert, Guy de Maupassant, Émile Zola, ma anche Percy Bysshe Shelley, Oscar Wilde e forse la lettura di À rebours di Joris-Karl Huysmans.

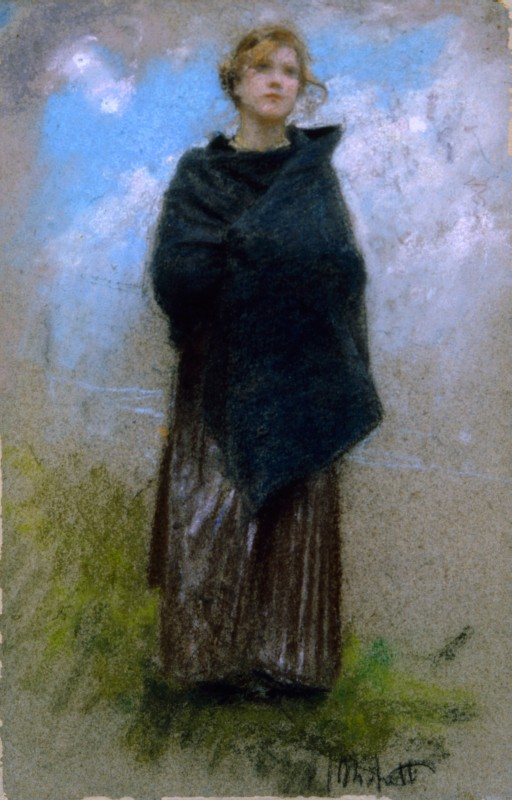
Francesco Paolo Michetti, studio per figura femminile oppure pastorella

Di grande importanza sono poi gli influssi dell'ambiente romano. D'Annunzio giunse nella capitale nel 1881, e i dieci anni che vi trascorse furono decisivi per la formazione del suo stile: nel rapporto con l'ambiente culturale e mondano della città si formò il nucleo della sua visione del mondo. Centrale fu in particolare la sua collaborazione alla rivista Cronaca Bizantina, di proprietà dello spregiudicato editore Angelo Sommaruga, il primo a pubblicare libri del giovane poeta. La rivista, che aveva una linea editoriale orientata alle concezioni letterarie moderne in voga allora (tanto da parlare di una «Roma bizantina») e di cui lo stesso D'Annunzio fu direttore per breve tempo nel 1885, ospitava rubriche di letteratura firmate da importanti artisti e scrittori inseriti nell'ambiente giornalistico, tra cui spiccano Edoardo Scarfoglio, Ugo Fleres, Giulio Salvadori e altri. Sempre a questi anni risale l'amicizia con il musicista Francesco Paolo Tosti e il pittore Francesco Paolo Michetti.
Inoltre, D'Annunzio fu collaboratore di molte altre testate romane, e dal 1884 al 1888 scrisse di arte e di cronaca mondana per il quotidiano La Tribuna, firmando con vari pseudonimi e occupandosi di mostre d‘arte, ricevimenti aristocratici e aste d'antiquariato. Attraverso questa intensissima attività D'Annunzio si costruì un personale e inesauribile archivio di stili e registri di scrittura, da cui attinse poi per le sue opere di narrativa. In questo rito di iniziazione letteraria egli mise rapidamente "a fuoco" il proprio mondo di riferimento culturale, nel quale si immedesimò fino a trasfondervi tutte le sue energie creative ed emotive, condannandosi così per molti anni ad accumulare debiti e a fuggire dai creditori.
Si può quindi parlare, tanto nelle opere quanto nella vita di D'Annunzio, di una idealizzazione del mondo, che viene ad essere circoscritto nella dimensione del mito. La sua fantasia lottò prepotentemente per imporre sulla realtà del presente, vissuto con disprezzo, i valori alti ed eterni di un passato visto come modello di vita e di bellezza.

## Il ruolo dell'arte

The Valchirie's Vigil del pittore preraffaelita Edward Robert Hughes

Valore assoluto del Piacere è l'arte, la quale rappresenta per Andrea Sperelli un programma estetico e un modello di vita, a cui subordina tutto il resto, giungendo alla corruzione fisica e morale (è il tipico dandy, formatosi nell'alta cultura e votato all'edonismo):
(G. D'Annunzio, Il Piacere, libro I, cap. II)
Dopo la convalescenza, successiva alla ferita procuratasi a causa del duello con Giannetto Rutolo, Andrea scopre che l'unico amore possibile è quello dell'arte,
(G. D'Annunzio, Il Piacere, libro II, cap. I)
Questa attrazione per l'arte viene rappresentata dall'inclinazione di Andrea verso la poesia, che
(G. D'Annunzio, Il Piacere, libro II, cap. I)
Il culto «profondo e appassionato dell'arte» diventa per Andrea l'unica ragione di vita, tirato in gioco anche nei rapporti con Elena Muti e Donna Maria Ferres, perché egli è convinto che la sensibilità artistica illumini i sensi e colga nelle apparenze le linee invisibili, percepisca l'impercettibile, indovini i pensieri nascosti della natura.
Senza dubbio, «i miraggi erotici, tutte le insane orge dei sensi si fondano su una profonda corruzione del sentimento. […] L'arte si dissolve nella minuziosità di un estetismo individualmente raffinato, si limita alla forma e non penetra la sostanza» (appunto di lettura del Michelstaedter sul Piacere). Tuttavia, messe da parte l'autosuggestione decadente e la tendenza alla spettacolarizzazione di D'Annunzio, l'accostamento tra arte e bellezza, arte e vita è una risposta, energica ed eloquente, verso la massificazione dell'arte e la mercificazione del letterato e della letteratura.
Il Piacere è l'agonia dell'ideale aristocratico di bellezza. Racconta la vacuità e la decadenza della società aristocratica, infettata dall'edonismo, vicina al proprio annichilimento morale, poiché il valore del profitto ha sostituito quella della bellezza. Emblematica è la fine del romanzo: Andrea, vinto, disfatte le proprie avventure amorose, vaga per le antiche stanze del palazzo del ministro del Guatemala, disabitato, in rovina, il cui arredamento è stato venduto all'asta.

## Cinema
- Il piacere, film del 1918

## Curiosità
- Lo scrittore Federico Roncoroni firmò alcuni sue pubblicazioni con lo pseudonimo "Andrea Sperelli", in omaggio al protagonista del romanzo dannunziano.

### Edizioni delPiacere
- G. d'Annunzio, Il Piacere in Prose di romanzi, a cura di A. Andreoli e N. Lorenzini, Mondadori, Milano 2005, vol. 1
- G. d'Annunzio, Il Piacere, a cura di F. Roncoroni, Oscar Mondadori, Milano 1995 (ed. commentata)

### Letteratura secondaria
- Edoardo Tiboni, Ivanos Ciani, Umberto Russo (a cura di), Dal Piacere all'Innocente: 15º Convegno nazionale: Chieti - Penne, 15-16 maggio 1992 / Centro nazionale di studi dannunziani in Pescara, Pescara, Ediars, 1992, SBN RAV0215513.
- Atti del XII Convegno internazionale del Centro Nazionale di studi dannunziani, Pescara, maggio 1989
- G. Baldi, S. Giusso, M. Razetti, G. Zaccaria, Moduli di letteratura, vol. 16, Paravia, Torino 2002
- Giulio Ferroni, Profilo storico della letteratura italiana, Einaudi, Torino 1992
- Giuseppe Petronio, L'attività letteratia in Italia, Palumbo, Palermo 1979
- Fulvio Senardi (a cura di), Il punto su: D'Annunzio, Laterza, Roma 1989